# Sicke Frericxzoon
 
Sicke Frerixczoon (Leeuwarden, circa 1500 – aldaar, maart 1531), ook wel genoemd Sicke Freerks, was een kleermaker  die in maart 1531 als martelaar werd onthoofd.

## Doop en executie
Sicke Frerixczoon geloofde in de doop van volwassenen en niet van baby's. Hij werd gedoopt rond 11 december 1530 in Emden, Ostfriesland in Duitsland. Door Noord-Hollander Jan Volckertszoon Trijpmaker  die op zijn beurt door de rondtrekkende Duitse wederdoper Melchior Hoffman was gedoopt. Herdopen werd toen gezien als ketterij en daarop stond de doodstraf. 
In maart 1531 wordt hij opgepakt en krijgt hij het doodsvonnis te horen. Het originele vonnis luidt:
"Alzoe tegewoirdige Sicke Frericxzoon, gevanghen onder den hove van Vrieslandt, staende op zijn vrije voeten buyten pijne ende banden van ijsere opentlyck bekendt heeft omtrent XIIII daghen voer kersmisse lestleden toe Embden herdoopt (hierna doorgehaald: gedoopt) te zijne, seggende daertoe indyen hij nyet anders dan in zijne jonckheyt gedoopt oft oick nu onlancx als voirscreven is nyet herdoopt en waer, dat hij hem noch soude laeten herdoopen, myt meer ander erreuren in zijne confessie breederende hier van gheenen noode te verhaelen, die anderen ten exemple ongestraeft nyet en behoeren te blijven. Tvoirscreven hoff inden naemen ende van weghen Roemscher keyserlicker maiestaet, koninck van Germania, van Spaenguen, eertshertoge van Oestenricke, hartoge van Bourgoinguen, van Brabandt, grave van Hollandt, Zeelandt, ende heere van Vrieslandt, condempneert den voirscreven Sicke Frericxzoon dat hij bij den scharprechter hier voer der cancelrijen mitten sweerde van levende lijve ter doot gebrocht sal wordden, tlichaem op een rat geseth ende thooft op eene stake. Aldus gedaen ende uuytgesproken den XXen marcii anno XXXI per Stavele, Martena, Naerden, Rattallar, Nicolay, Nytshem, Homnpinus."
Dit betekent: Sikke Freerks, gevangene in het Hof van Friesland, heeft, zonder dat hij geboeid was, in het openbaar bekend dat hij ongeveer 14 dagen voor kerstmis herdoopt is in Emden. Hij verklaart dat hij ondanks de doop in zijn jeugd, en het betwisten van zijn herdoop, zich toch zou laten herdopen. Bovendien heeft hij nog andere dwalingen bekend, waarvan het niet nodig is die hier te vermelden. Het Hof veroordeelt de eerder genoemde Sikke Freerks, om voor de kanselarij*, door de scherprechter*, met het zwaard ter dood gebracht te worden. Het lichaam moet op een wiel gezet worden en het hoofd op een staak*. Besloten en uitgesproken op 20 maart 1531.
De martelaarsdood van Sicke Frericxzoon zorgde voor veel beroering. Onder andere Menno Simons (de voorvader van de mennonieten) werd hierdoor geraakt. Op een dusdanige manier dat hij ging twijfelen over de kinderdoop en ervan overtuigd raakte dat de volwassendoop de juiste doop was.